# Middle Ground
Middle Ground è un singolo dei Maroon 5, pubblicato dalla rotazione radiofonica il 1º dicembre 2023.

## Video musicale
Il video musicale, diretto da David Dobkin è stato pubblicato il 23 maggio 2023.

## Tracce
1. Middle Ground – 3:41